# گوولیگ
گوولیگ (به لاتین: Guvlig) یک منطقهٔ مسکونی در روسیه است که در داغستان واقع شده‌است.